# Eritrichium pseudolatifolium
Eritrichium pseudolatifolium là loài thực vật có hoa trong họ Mồ hôi. Loài này được Popov mô tả khoa học đầu tiên năm 1953.